# 8403 Minorushimizu
8403 Minorushimizu este un asteroid din centura principală de asteroizi.

## Descriere
8403 Minorushimizu este un asteroid din centura principală de asteroizi. A fost descoperit pe 6 mai 1994 la Ōizumi de Takao Kobayashi. El prezintă o orbită caracterizată de o semiaxă mare de 3,00 ua, o excentricitate de 0,09 și o înclinație de 9,5° în raport cu ecliptica.